# Square de Port-Royal
Le square de Port-Royal est une voie située dans le quartier Croulebarbe dans le 13e arrondissement de Paris.

## Situation et accès
La voie débute au no 15 rue de la Santé et se termine en impasse.

## Origine du nom
Il porte ce nom en raison du voisinage du boulevard de Port-Royal.

## Historique
Le terrain a été une dépendance du couvent des Capucins (devenu l'hôpital Cochin) ; sur les plans du XVIIe siècle, il est dénommé « Pré l'Avocat ».
Cette voie privée a été ouverte sous sa dénomination actuelle en 1913 par la Société anonyme du square de Port-Royal. Il a été confié aux architectes J. et R. Vieux le soin de construire quinze immeubles de sept étages. Le chantier fut arrêté en cours et c'est une autre entreprise qui acheva les travaux avec de nombreuses années de retard.

## Bâtiments remarquables et lieux de mémoire
L'entrée du square donne sur l'arrière de l'hôpital Cochin et l'une de ses entrées annexes. Au fond du square se trouve l'arrière de la caserne de pompiers de Port-Royal.

### Résidents célèbres
- No 1 : Charles-André Julien (1891-1991), historien et journaliste[5].
- No 2 :
  - Antoine Lacassagne (1884-1971), médecin et biologiste[6] ;
  - François Bourlière (1913-1993), médecin et écologue français[7].
- No 4 : 
  - Angelo Tasca Rossi (1892-1960), militant antifasciste italien.
  - Paul-Gilbert Langevin (1933-1986), musicologue français spécialiste d'Anton Bruckner, et sa femme, Anne-Marie Desbat (1941-2016).
- No 5 :
  - Simone Breton-Kahn (1897-1980), artiste[8] ;
  - Michel Collinet (1904-1977) militant politique et résistant, mari de Simone Kahn après son divorce.
  - Daniel Guérin, militant anarchiste et homosexuel[9].
  - Luis Mizon (1942-2022), poète franco-chilien;
- No 6 :
  - Pierre Dac (1893-1975), humoriste et comédien français.
  - Nicolas Eekman (1889-1973), peintre néerlandais, et sa femme, Andrée Herrenschmidt (1898-1982), ainsi que leur fille, Luce Eekman.
  - Anne Rey (1944-2012), pianiste, musicologue et directrice du Monde de la musique, et Claude Aziza, latiniste.
  - Vladimir Aleksandrovich Kostitzine (1883-1963), mathématicien russe[10],[11] ;
  - Boris Vildé (1908-1942), ethnologue et résistant[12] ;
  - Pierre Pfeffer (1926-2016), zoologiste ;
  - Théodore Monod (1902-2000), scientifique et explorateur[13].
- No 7 : Georges Gurvitch (1894-1965), sociologue[14].
- No 8 : Jean-Richard Bloch (1884-1947), intellectuel communiste[15].
- No 9 : 
  - Marie Betbeder (1899-1944), professeure d'anglais au lycée Fénelon, membre du réseau Comète. Elle y cacha avec d'autres habitantes du square, Hélène Pézard (au 9) et Antoinette Six (au 3) des aviateurs anglais durant la guerre. Arrêtée, déportée, elle est morte à Ravensrück[16] ;
  - André Spire (1868-1966), poète et militant sioniste ;
  - Avigdor Arikha (1929-2010), peintre. Sa femme, Anne Atik (1932-2021), poétesse[17], a écrit un livre de souvenirs[18],[19] sur Samuel Beckett, leur voisin du boulevard Saint-Jacques ;
  - Michel Reyssat (1924-2017). Révolté par la persécution des juifs mise en œuvre par le régime de Vichy et les Allemands, il décide le 7 juin 1942 de porter une étoile jaune marquée « Swing » pour protester contre cette mesure révoltante. Il fut arrêté le 10 juin 1942 et interné au camp de Drancy avec 8 autres Français non juifs. Il ne fut libéré que le 1er septembre 1942[20].
- No 10 : 
  - Aurélie Nemours (1910-2005), peintre abstrait ;
  - Fernand Fenzy (1906-1941), architecte, directeur de l'École d'architecture de Paris, membre du réseau de renseignements Phill qui travaille pour l'Intelligence Service, devenu réseau Alibi[21].
  - Serge Goldberg[22], ingénieur des Ponts-et-Chaussées, urbaniste, ancien directeur de l'établissement public de La Villette et de l'établissement public de la Bibliothèque nationale de France (BnF).
- No 11 :
  - Émile Benveniste (1902-1976), linguiste[23] ;
  - Henri Lefebvre (1901-1991), philosophe[24].
- No 13 :
  - Joseph Pressmane (1904-1967), artiste peintre.
- No 14 : 
  - Louis Tinayre (1861-1942) y a eu son atelier de peinture[25] ;
  - Vincent Monteil (1913-2005), orientaliste.
- No 16 :
  - Marie Canavaggia, qui deviendra la secrétaire et collaboratrice de Louis Ferdinand Céline à partir de 1936, et sa sœur Renée Canavaggia, future astrophysicienne à l'Observatoire de Paris, vivront ensemble et célibataires de très nombreuses années[26] ;
  - Jean Théodoridès (1926-1999), parasitologue et historien de la médecine[27] ;
  - Pierre Huard (1901-1983), médecin et anthropologue.
- D'autres personnes sont passées par le square :
  - Gerda Taro, photographe[28] ;
  - Colette Audry, romancière, résistante et militante féministe[29] ;
  - Marcel Prenant, zoologiste, résistant et homme politique[30] ;
  - Modeste Erlik, institutrice en relation avec l'Orchestre Rouge[31] chez qui fut arrêté Hillel Katz ;
  - Henri-Jacques Dupuy, compositeur et poète[32].